# Faber Grand Prix 1999
Il Faber Grand Prix 1999 è stato un torneo di tennis giocato sul sintetico indoor. È stata la 7ª edizione del torneo, che fa parte della categoria Tier II nell'ambito del WTA Tour 1999. Si è giocato a Hannover in Germania dal 15 al 21 febbraio 1999.

## Campionesse

### Singolare
Jana Novotná ha battuto in finale  Venus Williams con il punteggio di 6–4, 6–4

### Doppio
Serena Williams /  Venus Williams hanno battuto in finale  Alexandra Fusai /  Nathalie Tauziat con il punteggio di 5–7, 6–2, 6–2